# Ла-Плата (регбийный клуб)
«Ла-Плата Регби Клуб» (исп. La Plata Rugby Club) — аргентинский регбийный клуб из города Ла-Плата, провинция Буэнос-Айрес.

## История
В 1924 члены гребной команды мультиспортивного клуба «Химнасия и Эсгрима» решили попробовать силы в новом для себя виде спорта с целью поддержания формы в межсезонье. После визита игроков клуба КАСИ выбор гребцов остановился на регби.
Регбийная секция клуба была официально открыта и зарегистрирована в Регбийном союзе Буэнос-Айрсе в 1925 году. Восемь лет спустя аргентинский футбол перешёл на профессиональную основу, и чиновники союза решили, что любительские регбийные команды не должны быть частью профессиональных клубов. В 1934 году регбийная команда вышла из состава клуба и стала независимой. Через пять лет было принято нынешнее название.
На начальном этапе развития клуба достижения регбистов были довольно скромными. Затем команда стала одной из сильнейших в стране. «Ла-Плата» трижды выходила в финал национального клубного первенства и стала его победителем в 2007 году. Сейчас клуб объединяет более 1000 игроков и более 4500 членов в целом. Многие спортсмены клуба стали впоследствии игроками сборной Аргентины или уехали играть в Европу.

## Достижения
- Насьональ де Клубес: 1

2007
- Торнео де ла УРБА: 1

1995
- Копа Федераль: 1

2008